# サムライスピリッツ閃
『サムライスピリッツ閃』（サムライスピリッツせん）は、2008年4月18日にSNKプレイモアがTaito Type X2で稼働した3D対戦格闘ゲーム。開発はK2。欧題は、業務用が『SAMURAI SHODOWN EDGE OF DESTINY』、家庭用が『SAMURAI SHODOWN SEN』。通称『サムスピ閃』。サムライスピリッツシリーズ生誕15周年記念作品。
キャラクターイラストはこれまでの3D作品の『SAMURAI SPIRITS 〜侍魂〜』、『アスラ斬魔伝』と同じく北千里が担当。
業務用の『サムライスピリッツ』シリーズの3D対戦格闘作品では3作目になる。2009年12月10日にXbox 360版が発売されている。レイティングはCERO：B（12才以上対象）。
また、2011年10月5日からはネットワーク型業務用ビデオゲーム筐体NESiCAxLiveにてダウンロード配信されている。

## 概要
本作は取扱説明書などで何年の出来事かは明記されていないが、キャラクター達の年齢（例えば1763年生まれの覇王丸が28歳であることなど）から『アスラ斬魔伝』の翌年、1791年を舞台にしていると推測できる。しかし牙神幻十郎が『アスラ斬魔伝』EDで覇王丸との斬り合い中に背中の傷を1人の子供に刺され、死亡した事が明言されているにもかかわらず、幻十郎が本作で生きて登場していることから幻十郎の正確な時間軸が『アスラ斬魔伝』→本作→牙神幻十郎『アスラ斬魔伝』EDになっていると思われる。
『SAMURAI SPIRITS 〜侍魂〜』と『アスラ斬魔伝』の2作と違い、それらの黒幕であった「壊帝ユガ」は一切関与せず、架空の国家「レスフィーア王国」の軍事力強化を目論むゴルバが本作の黒幕である。
家庭用のXbox 360版では特定条件を満たすと、ドラコとゴルバのボスキャラクター2体をストーリーモード以外で使用可能になる。
海外版では、頭部や腕部、胴体の切断描写、出血表現など残酷描写がある。
本作のXbox 360版では、ストーリーモード、バーサスモード、プラクティスモード、サバイバルモード、リプレイモード、Xbox LIVEモード、ランキングモード、実績モード、オプションモードが搭載されている。Xbox 360版は、個別のクリア条件を持った合計50個の「実績」が設定されていて、実績モードではそのクリア状況を確認出来る。Xbox LIVEモードで対戦を行うには、Xbox LIVE ゴールドメンバーシップへの加入が必要とされる。

## システム
本作は8方向レバーと4つのボタンでキャラクターを操作する。4つのボタンは「縦斬り」、「横斬り」、「蹴り」、「特殊操作」に割り振られている。
弾き
相手の攻撃に合わせ、←or↙+「特殊動作」で発動（右向き時）。相手の武器攻撃を跳ね返し、体勢を崩す。
怒ゲージ
ダメージを受けるごとにゲージが溜まり、MAXになると「横斬り」+「縦斬り」+「蹴り」で怒爆発が行える。
発動の瞬間に、相手の攻撃(一部を除く)を弾き飛ばし、一定時間攻撃力が上昇する。また、各キャラクターに一つずつ、怒爆発状態時限定で使用出来る技を持っている。
一閃
体力ゲージが赤点滅時に↓↘→+「横斬り」+「縦斬り」で発動（右向き時）。前方に武器を構えながら突進し、当たると相手の体力を7割奪う。
使用は1ラウンドに1回のみの制限があり、ボスキャラクターであるドラコとゴルバの二人は使用不可となっている。
最速入力
方向パッド/左スティックの入力とボタン入力をほぼ同時に行った場合、最速入力となる。覇王丸の必殺技である「旋風裂斬」と「弧月斬」が該当し、最速入力を行った場合それぞれ別の技に変化して性能が向上する。
ジャスト入力
コマンド入力の際に特定のポイントでタイミングよくボタンを押すと、青い光のエフェクトが発生し技の性能が向上するのがジャスト入力である。ジャスト入力で変化する技を持っているのは、猛千代、服部半蔵、橘右京、千両狂死郎、柳生十兵衛、キム・ヘリョン、クロード、牙神幻十郎、風間火月、ガルフォード、王虎の11名である。

## ストーリー

### 序章
鈴姫編
十年前に日本近海を漂流していたある少女は、天降藩に助けられ藩主の養女となり鈴姫の名前を授かった。新しい家族の愛情を受けて両親を失った悲しみを癒やしていた鈴姫は、二ヶ月前に武芸者と名乗る猛千代を救う。そして現在、船が沈没した夜の事を話す猛千代から、船に関する紋章に心当たりがあって、敵討ちの為、城を飛び出していった。
猛千代編
農家出身の猛千代は武者修行をしていたが、ある日、密航していた船が謎の船舶と激突して沈没してしまい、浜辺に打ち上げられる。そこを天降藩の養女である鈴姫に助けられた。二ヶ月後、鈴姫が急に城から行方を眩ませてしまった為、猛千代は彼女を捜す旅へ出た。

## 登場キャラクター

### 旧キャラクター
覇王丸
28歳。キャッチコピーは「豪快無頼の大剣豪」。
橘右京
27歳。キャッチコピーは「明日なき孤高の燕」。
服部半蔵
衣装デザインは肩当てなどがマイナーチェンジしており、本作オリジナルとなっている。推定37歳。キャッチコピーは「疾風迅雷の蹴撃」。
ナコルル
衣装デザインはネオジオ64版シリーズ、髪型は2D作品のもの。20歳。キャッチコピーは「自然に愛されしアイヌの巫女」。
リムルル
衣装デザインはネオジオ64版シリーズ（『アスラ斬魔伝』では羅刹版）のもの。17歳。キャッチコピーは「アイヌで一番の元気っ娘（こ）」。
牙神幻十郎
31歳。キャッチコピーは「剥き出しの紅い殺意」。
ガルフォード
衣装デザインと髪型はネオジオ64版シリーズのもの。23歳。キャッチコピーは「正義のインパクトブルー」。
風間火月
衣装デザインは『天草降臨』などの2D作品のもの。21歳。キャッチコピーは「妖魔滅殺の焦熱」。
風間蒼月
衣装デザインは『天草降臨』などの2D作品のもの。23歳。キャッチコピーは「破邪顕正の水光」。
シャルロット
衣装デザインと髪型は『天草降臨』以降のもの。30歳。キャッチコピーは「永遠の戦乙女」。
柳生十兵衛
衣装デザインは『天草降臨』以降のもの。42歳。キャッチコピーは「隻眼二刀の幕府の護り手」。
千両狂死郎
衣装デザインは『真サムライスピリッツ』以前のもの。33歳。キャッチコピーは「強にして美なる千両役者」。
王虎
所持する武器は初代と同じく青龍刀。38歳。キャッチコピーは「大陸の大いなる壁」。

### 新キャラクター
猛千代
覇王丸の弟子になった農民出身の青年。19歳。武器は木刀。キャッチコピーは「伝説を継ぎし剛剣」。
鈴姫
天降藩の城主の養女で、元はレスフィーア王国の王女。14歳。武器はバスタードソード。キャッチコピーは「運命に殴り込む姫君」。
菅又刃兵衛
天降藩の家老で、鈴姫の世話係。メガネをかけている。72歳。武器は三つ又の槍。キャッチコピーは「西国の生ける武神」。
クロード
金髪の鎧姿の侍。元はレスフィーア王国の衛士。29歳。浜辺に打ち上げられていた所を寺の僧に助けられた。自分の名前以外の記憶を失っている。キャッチコピーは「荒れ狂う金色の狼」。
J.
着物姿のアフロヘアーの黒人の剣士。元はレスフィーア王国の水夫。34歳。キャッチコピーは「噂のアイツ」。
キム・ヘリョン
李氏朝鮮の武人。24歳。両端に刃の付いた長棍を使う。キャッチコピーは「誕生する鳳凰の系譜」。
キリアン
スペインのマタドール。31歳。シャルロットを慕っている。武器はレイピア。キャッチコピーは「火傷するほど危険な男」。
ヴァルター
モートンシャイン・ドラッヘ帝国の騎士。31歳。バスタードソードとシールドを使って闘う。キャッチコピーは「鋼の要塞」。
ガロス
ノルウェーのバイキング。46歳。船長である彼の海賊団は『ヴァイキングの再来』と呼ばれている。武器はバトルアックス。キャッチコピーは「北海の不沈艦」。
ブラックホーク
ネイティブアメリカンの戦士。26歳。フロリダ州出身。武器は2丁のハンドアックス。キャッチコピーは「気高き地球（テラ）の戦士」。
アンジェリカ
イスタンブール出身の女アサシン。23歳。双子の妹がいる。野菜が好きで肉が嫌いだという所謂ベジタリアン。CPU戦では中ボスとして登場する。武器は両端に刃の付いた長棍。キャッチコピーは「放たれた告死天使」。

### ボスキャラクター
ドラコ
中ボス。アメリカ出身の好戦的なガンマン。34歳。ガード不能のショットガンを使う。
ゴルバ
最終ボス。鈴姫の叔父で、サーベルを使う軍服姿の将校。46歳。